# Woking (borough)
Woking – dystrykt w hrabstwie Surrey w Anglii. W 2011 roku dystrykt liczył 99 198 mieszkańców.

## Miasta
- Woking

## Inne miejscowości
- Brookwood, Burrowhill, Byfleet, Castle Green, Horsell, Knaphill, Mayford, Mimbridge, Old Woking, Pyrford, St. John’s, Sheerwater, West Byfleet.